# 2000 في الأرجنتين
فيما يلي قوائم الأحداث التي وقعت خلال عام 2000 في الأرجنتين.

## أفلام
من الأفلام التي صدرت هذه السنة في الأرجنتين:
- 17 مايو – راقصة في الظلام من إخراج لارس فون ترايير.

## برامج ومسلسلات وأنمي
- بنات الميتم

## مواليد

### يناير
- 1 يناير – فرناندو اميلو نوفاس إحاثي أرجنتيني.

## وفيات

### يناير
- 1 يناير – أركاديو لوبيز (مواليد 1910) لاعب كرة قدم أرجنتيني.
- 1 يناير – ألفونسو لورينزو (مواليد 1953) لاعب كرة قدم أرجنتيني.
- 1 يناير – إرنيستو ألباراسين (مواليد 1908) لاعب كرة قدم أرجنتيني.
- 1 يناير – إنريكي تشيمينتو (مواليد 1953) لاعب كرة قدم أرجنتيني.
- 1 يناير – خوان بيديفييا (مواليد 1909) لاعب كرة قدم أرجنتيني.
- 1 يناير – رامون أستودييو (مواليد 1953) لاعب كرة قدم أرجنتيني.
- 1 يناير – فرانسيسكو بيريز (مواليد 1953) لاعب كرة قدم أرجنتيني.
- 1 يناير – فيديريكو ويلدي (مواليد 1909) لاعب كرة قدم أرجنتيني.
- 1 يناير – لويس إزيتا لاعب كرة قدم أرجنتيني.
- 1 يناير – هيكتور فريستشي (مواليد 1911) لاعب كرة قدم أرجنتيني.

### يونيو
- 13 يونيو – غوستافو ألبلا (مواليد 1925) لاعب كرة قدم أرجنتيني.

### يوليو
- 29 يوليو – روني فافالورو (مواليد 1923) طبيب أرجنتيني.

### أغسطس
- 12 أغسطس – ألبرتو بيدرو كابريرا (مواليد 1945) لاعب كرة سلة أرجنتيني.

### ديسمبر
- 12 ديسمبر – ليبرتاد لامارك (مواليد 1908) مغنية وممثلة أرجنتينية.